# 淺野祥代
淺野祥代（ASANO Sakiyo，1987年5月26日—），岐阜縣出生，日本女子曲棍球運動員，亦為日本國家女子曲棍球隊成員。畢業於鵜沼中学校、岐阜各務野高校及山梨学院大学。其後加入索尼公司，現為旗下HC BRAVIA Ladies曲棍球隊成員，隊員編號16號。

## 簡歷
2010年11月，淺野祥代代表日本出戰廣州亞運會，參加曲棍球比賽，奪得銅牌。
2016年，淺野祥代代表日本出戰巴西里约热内卢舉行的奥林匹克运动会女子曲棍球比賽。日本隊最終排名小组第五位，無緣晉級。